# الرابطة الدولية للملاكمة النسائية
تعد الرابطة الدولية للملاكمة النسائية أو الرابطة الدولية للملاكمات (IFBA) واحدة من المنظمات التي تحظى بتقدير ضئيل في منظمات البطولة العالمية للقتال ملاكمة سيدات.
تأسست الرابطة في فبراير 1997 ، ومقرها في هندرسون ، نيفادا .

## روابط خارجية
- الرابطة الدولية للملاكمة النسائية  على فيسبوك.